# Bernhard Unger
Bernhard Unger (* 23. April 1999) ist ein österreichischer Fußballtorwart.

## Karriere
Unger begann seine Karriere beim SC Theresienfeld. Im März 2006 wechselte er zum 1. SC Sollenau. Zur Saison 2010/11 schloss er sich dem SC Wiener Neustadt an. Zur Saison 2012/13 wechselte er in die Jugend der SV Mattersburg. Zur Saison 2013/14 kam er in die AKA Burgenland, in der er bis 2017 sämtliche Altersstufen durchlief.
Im April 2016 debütierte er gegen den ASK Horitschon für die Amateure seines Stammklubs Mattersburg in der Burgenlandliga. Bis Saisonende kam er zu neun Einsätzen in der vierthöchsten Spielklasse, zudem stand er im Mai 2016 gegen den SK Sturm Graz erstmals im Kader der Profis. In der Saison 2016/17 kam er erneut zu neun Einsätzen für die Amateure, zudem war er wieder ein Mal als Ersatztorwart bei den Profis im Spieltagskader.
In der Saison 2017/18 absolvierte er sechs Spiele in der Burgenlandliga. Zu Saisonende stieg er mit Mattersburg II als Meister in die Regionalliga auf. Sein Debüt in der dritthöchsten Spielklasse gab er im September 2018 gegen die Amateure des SKN St. Pölten. In seiner ersten Drittligasaison kam er auf 14 Einsätze. In der abgebrochenen Regionalligasaison 2019/20 absolvierte er elf Spiele. Im Juli 2020 debütierte er für die Profis von Mattersburg in der Bundesliga, als er am 32. Spieltag jener Saison gegen den FK Austria Wien in der Startelf stand.
Dies blieb sein einziger Profieinsatz, Mattersburg stellte im August 2020 den Spielbetrieb ein. Daraufhin wechselte er zum SK Rapid Wien, bei dem er einen bis Juni 2022 laufenden Vertrag erhielt. Nach seinem Vertragsende verließ er Rapid nach der Saison 2023/24.
Daraufhin wechselte er zur Saison 2024/25 zum Zweitligisten First Vienna FC, bei dem er einen bis 2026 laufenden Vertrag erhielt.